# فرودگاه لاشیو
فرودگاه لاشیو (به انگلیسی: Lashio Airport) یک فرودگاه با کد یاتا LSH است که یک باند فرود قیر دارد و طول باند آن ۱۶۱۱ متر است. این فرودگاه در کشور میانمار قرار دارد و در ارتفاع ۷۴۷ متری از سطح دریا واقع شده‌است.

## شرکت‌های هواپیمایی و مقصدهای پروازی
| شرکت‌های هواپیمایی       | مقصدهای پروازی       | Route    |
| ----------------------- | -------------------- | -------- |
| Air KBZ                 | هه‌هو، یانگون         | Domestic |
| Asian Wings Airways     | هه‌هو، تاچیلک، یانگون | Domestic |
| Golden Myanmar Airlines | ماندالای، تاچیلک     | Domestic |